# التصميم المرتكز على الإنسان
التصميم المرتكز على الإنسان (بالإنجليزية: Community-based participatory research (CBPR)) هو نهج لحل المشكلات يستخدم عادة في تصميم العمليات والمنتجات والخدمات والأنظمة والإدارة والأطر الهندسية التي تطور حلولاً للمشاكل من خلال إشراك المنظور البشري في جميع خطوات عملية حل المشكلات. عادة ما يتم التدخل البشري من خلال الملاحظة الأولية للمشكلة ضمن سياقها، والتفكير، وتكوين المفاهيم، وتطويرها، وتنفيذ الحل.
التصميم المُركّز على الإنسان هو نهجٌ لتطوير الأنظمة التفاعلية، يهدف إلى جعلها قابلة للاستخدام ومفيدة من خلال التركيز على المستخدمين واحتياجاتهم ومتطلباتهم، وتطبيق العوامل البشرية/بيئة العمل، ومعرفة وتقنيات سهولة الاستخدام. يُعزز هذا النهج الفعالية والكفاءة، ويُحسّن رفاه الإنسان، ورضا المستخدم، وسهولة الوصول، والاستدامة؛ ويُواجه الآثار السلبية المحتملة للاستخدام على صحة الإنسان وسلامته وأدائه.— ISO 9241-210:2019(E)
يعتمد التصميم المرتكز على الإنسان على البحث العملي التشاركي [الإنجليزية] من خلال تجاوز مشاركة المشاركين وإنتاج حلول للمشاكل بدلاً من توثيقها فقط. وتدور المراحل الأولية عادة حول الانغماس والملاحظة والتأطير السياقي— حيث ينغمس المبتكرون في المشكلة والمجتمع. وقد تركز المراحل اللاحقة على العصف الذهني المجتمعي والنمذجة والنماذج الأولية والتنفيذ في المساحات المجتمعية. يمكن اعتبار التصميم المرتكز على الإنسان فلسفة تركز على تحليل احتياجات المستخدم من خلال بحث مكثف. إن التصميم الموجه للمستخدم قادر على دفع الابتكار وتشجيع ممارسة التصميم التكراري، والذي يمكن أن يخلق تحسينات صغيرة في المنتجات الحالية والمنتجات الأحدث، وبالتالي إفساح المجال لإمكانية تحويل الأسواق.

## التطوير
يعود أصل التصميم المرتكز على الإنسان إلى تقاطع العديد من المجالات بما في ذلك الهندسة وعلم النفس والأنثروبولوجيا والفنون. باعتبارها نهجًا لحل المشكلات الإبداعية في المجالات التقنية والتجارية، فإن أصولها تعود في كثير من الأحيان إلى تأسيس برنامج التصميم في جامعة ستانفورد [الإنجليزية] في عام 1958 من قبل البروفيسور جون إي أرنولد الذي اقترح لأول مرة فكرة أن التصميم الهندسي يجب أن يكون متمركزًا حول الإنسان. تزامن هذا العمل مع صعود تقنيات الإبداع وحركة أساليب التصميم اللاحقة في ستينيات القرن العشرين. منذ ذلك الحين، ومع تزايد شعبية عمليات وأساليب التصميم الإبداعي لأغراض الأعمال، أصبح التصميم الموحد والمحدد الذي يركز على الإنسان مساويًا بشكل خاطئ لـ«التفكير التصميمي» الغامض.
في المهندس المعماري أو النحلة؟ صاغ مايك كولي مصطلح «الأنظمة التي تركز على الإنسان» في سياق التحول في مهنته من الرسم التقليدي على لوحة الرسم إلى التصميم بمساعدة الكمبيوتر. تهدف الأنظمة التي تركز على الإنسان، كما تستخدم في الاقتصاد والحوسبة والتصميم، إلى الحفاظ على المهارات البشرية أو تعزيزها، سواء في العمل اليدوي أو المكتبي، في البيئات التي تميل فيها التكنولوجيا إلى تقويض المهارات التي يستخدمها الأشخاص في عملهم.
يؤكد مفهوم "التمركز حول الإنسان" أولًا على ضرورة تفضيل الإنسان على الآلة، مهما بلغت تعقيداتها أو أناقتها، وثانيًا، يُعجب ويُسَر بقدرة البشر وإبداعهم. تنظر حركة "الأنظمة المتمركزة حول الإنسان" بحساسية إلى هذه الأشكال من العلوم والتكنولوجيا التي تُلبي متطلباتنا الثقافية والتاريخية والمجتمعية، وتسعى إلى تطوير أشكال تقنية أكثر ملاءمةً لتلبية تطلعاتنا طويلة الأمد. في هذا النظام، توجد علاقة تكافلية بين الإنسان والآلة، حيث يُدير الإنسان الأحكام الذاتية النوعية، بينما تُدير الآلة العناصر الكمية. يتضمن هذا إعادة تصميم جذرية لتقنيات الواجهة، وعلى المستوى الفلسفي، يتمثل الهدف في توفير أدوات (بمعنى هايدغر) تدعم المهارة والإبداع البشريين بدلًا من الآلات التي تُضفي طابعًا موضوعيًا على تلك المعرفة.— مايك كولي، «حول التعايش بين الإنسان والآلة»، 2008

## مشاركة المستخدم

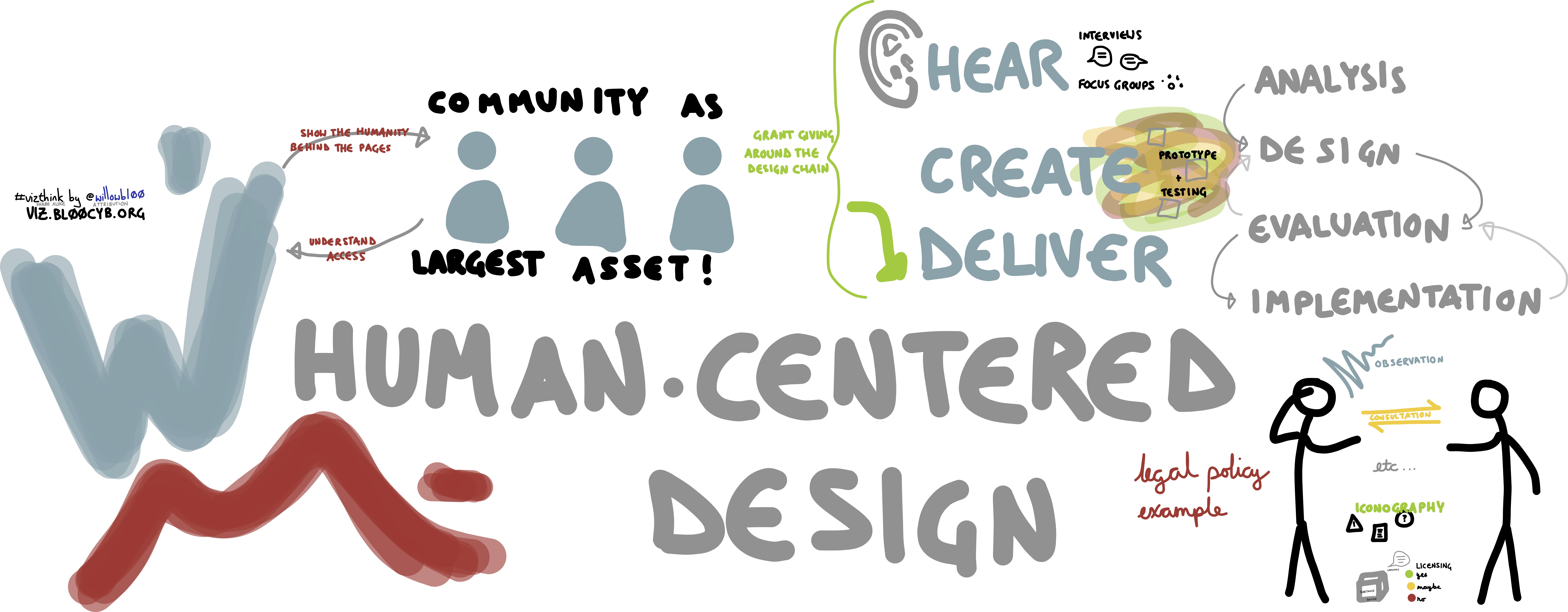
ويكيمانيا تصور التصميم المرتكز على الإنسان

يعتمد الإطار الموجه للمستخدم بشكل كبير على مشاركة المستخدم وردود أفعاله في عملية التخطيط. يتمكن المستخدمون من تقديم وجهات نظر وأفكار جديدة، والتي يمكن أخذها في الاعتبار في جولة جديدة من التحسينات والتغييرات. يقال إن زيادة مشاركة المستخدم في عملية التصميم يمكن أن تؤدي إلى فهم أكثر شمولاً لقضايا التصميم، وذلك بسبب الشفافية السياقية والعاطفية بين الباحث والمشارك. أحد العناصر الأساسية للتصميم الذي يركز على الإنسان هو الإثنوغرافيا التطبيقية، وهي طريقة بحث مأخوذة من الأنثروبولوجيا الثقافية. تتطلب طريقة البحث هذه من الباحثين الانغماس الكامل في الملاحظة بحيث يتم تسجيل التفاصيل الضمنية أيضًا.

## الأساس المنطقي للتبني
حتى بعد عقود من التفكير في التصميم المُركّز على الإنسان، لا تزال أنظمة الإدارة والمالية تعتقد أن مبدأ «مسؤولية الغير هي أصل المرء» قد ينطبق على الأجساد البشرية المُتشعبة، المُتجذّرة في الطبيعة، والتي لا تنفصل عن بعضها البعض. على العكس، تضمن ترابطاتنا البيولوجية والبيئية أن «مسؤولية الغير هي مسؤوليتنا». لا يمكن لأنظمة الأعمال المستدامة أن تنشأ إلا إذا قُبلت هذه الترابطات البيولوجية والبيئية ورُصدت.
إن اتباع نهج مُركّز على الإنسان في التصميم والتطوير يُحقق فوائد اقتصادية واجتماعية كبيرة للمستخدمين وأصحاب العمل والموردين. فالأنظمة والمنتجات سهلة الاستخدام عادةً ما تكون أكثر نجاحًا من الناحيتين التقنية والتجارية. في بعض المجالات، مثل المنتجات الاستهلاكية، يدفع المشترون أسعارًا أعلى للمنتجات والأنظمة المصممة جيدًا. وتنخفض تكاليف الدعم الفني والمساعدة عندما يتمكن المستخدمون من فهم المنتجات واستخدامها دون مساعدة إضافية. في معظم الدول، يتحمل أصحاب العمل والموردون التزامات قانونية بحماية المستخدمين من المخاطر التي تُهدد صحتهم، ويمكن أن تُقلل أساليب السلامة والأساليب المُركّزة على الإنسان من هذه المخاطر (مثل مخاطر الجهاز العضلي الهيكلي). تُحسّن الأنظمة المُصممة باستخدام أساليب مُركّزة على الإنسان الجودة، على سبيل المثال، من خلال:
- زيادة إنتاجية المستخدمين وكفاءة تشغيل المؤسسات
- سهولة الفهم والاستخدام، مما يقلل تكاليف التدريب والدعم
- زيادة سهولة الاستخدام للأشخاص ذوي القدرات المتنوعة، وبالتالي زيادة إمكانية الوصول
- تحسين تجربة المستخدم
- تقليل الانزعاج والتوتر
- توفير ميزة تنافسية، على سبيل المثال من خلال تحسين صورة العلامة التجارية
- المساهمة في تحقيق أهداف الاستدامة

يمكن استخدام التصميم المتمحور حول الإنسان في مجالات متعددة، بما في ذلك العلوم الاجتماعية والتكنولوجيا. وقد اشتهر بقدرته على مراعاة كرامة الإنسان، وإمكانية الوصول إليه، وقدراته عند تطوير الحلول. ولهذا السبب، قد يدمج التصميم المتمحور حول الإنسان حلولاً سليمة ثقافياً، ومستنيرة، ومناسبة للمشكلات في مجالات متنوعة، بدلاً من التركيز فقط على المنتجات والتكنولوجيا. ولأن التصميم المتمحور حول الإنسان يركز على التجربة الإنسانية، يمكن للباحثين والمصممين معالجة «قضايا العدالة الاجتماعية والشمول، وتشجيع التصميم الأخلاقي والتأملي».
ينشأ التصميم المتمركز حول الإنسان من المبادئ الأساسية للعوامل البشرية. وعندما يتعلق الأمر بهذين المفهومين، فهما مترابطان تمامًا؛ فالعوامل البشرية تتعلق باكتشاف سمات الإدراك والسلوك البشري المهمة لجعل التكنولوجيا تعمل لصالح الناس. وهذا ما يسمح للبشر كنوع بالابتكار بمرور الوقت.[محل شك] تم استخدام التصميم المتمركز حول الإنسان لاكتشاف أن أجهزة بلاك بيري أقل قابلية للاستخدام البشري من أجهزة آيفون وأن عناصر التحكم المهمة على لوحة التحكم التي تبدو متشابهة للغاية سيتم الخلط بينها بسهولة وقد تتسبب في زيادة خطر الخطأ البشري.
من الفروق المهمة بين التصميم المُركّز على الإنسان وأي شكل آخر من أشكال التصميم أن التصميم المُركّز على الإنسان لا يقتصر على الجماليات فقط، ولا يُصمّم دائمًا للواجهات. قد يكون تصميمًا لعناصر التحكم في العالم، أو المهام، أو الأجهزة، أو اتخاذ القرارات، أو الإدراك. على سبيل المثال، إذا كانت الممرضة مُرهقة جدًا من نوبة عمل طويلة، فقد تخلط بين المضخات التي قد تُعطى من خلالها كيس البنسلين للمريض. في هذه الحالة، يشمل التصميم المُركّز على الإنسان إعادة تصميم المهام، وربما إعادة تصميم سياسات المؤسسات، وإعادة تصميم المعدات.
عادةً ما يركز التصميم المرتكز على الإنسان على «المنهجيات والتقنيات للتفاعل مع الأشخاص بطريقة تسهل اكتشاف المعاني والرغبات والاحتياجات، إما بالوسائل اللفظية أو غير اللفظية». في المقابل، يعد التصميم المرتكز على المستخدم نهجًا وإطارًا آخر للعمليات يأخذ في الاعتبار الدور البشري في استخدام المنتج، ولكنه يركز إلى حد كبير على إنتاج التكنولوجيا التفاعلية المصممة حول السمات الجسدية للمستخدم بدلاً من حل المشكلات الاجتماعية.

## نهج التصميم المرتكز على الإنسان في مجال الصحة
في سياق السلوكيات الساعية إلى الصحة، يمكن استخدام التصميم المرتكز على الإنسان لفهم سبب سعي الأشخاص أو عدم سعيهم إلى الخدمات الصحية، حتى عندما تكون هذه الخدمات متاحة وبأسعار معقولة. يعد التصميم الذي يركز على الإنسان أداة قوية لتحسين السلوكيات التي تسعى إلى الصحة. ومن الممكن بعد ذلك استخدام هذا الفهم لتطوير التدخلات الرامية إلى معالجة الحواجز وتعزيز السلوكيات المرغوبة. يمكن معالجة التحديات المرتبطة بالطلب والمتعلقة بقبول الخدمات واستجابتها وجودتها من خلال العمل بشكل مباشر مع المستخدمين لفهم احتياجاتهم ووجهات نظرهم. يمكن أن يساعد التصميم البشري القائم على الإنسان في تصميم التدخلات التي من المرجح أن تكون فعالة. إن دمج مبدأ التصميم المرتكز على الإنسان وممارسات مكافحة العنصرية يمكن أن يساعد في معالجة التفاوتات الصحية الموجودة في نظام الرعاية الصحية، ويمكن أن يساعد في تركيز احتياجات الأشخاص الذين ينتمون إلى مجتمعات مهمشة. يمكن لهذا النوع من التصميم أن يخلق نتائج صحية عادلة ومنصفة للمجتمعات المهمشة، التي غالبًا ما يتم استبعادها بسبب الاحتياجات غير الملباة. إن الباحثين الذين يطبقون التصميم المرتكز على الإنسان يتعاملون بشكل مدروس مع احتياجات السكان الذين تم استبعادهم تقليديًا، وبالتالي تفكيك الأنظمة القمعية التي كانت في السابق أو استمرت في تعزيز العنصرية البنيوية.

## الانتقادات
لقد تم الإشادة بالتصميم الذي يركز على الإنسان وانتقاده لقدرته على حل المشكلات بشكل فعال مع المجتمعات المتضررة. تتضمن الانتقادات عدم قدرة التصميم الذي يركز على الإنسان على دفع حدود التكنولوجيا المتاحة من خلال التكيف فقط مع متطلبات الحلول الحالية، بدلاً من التركيز على الحلول المستقبلية المحتملة. بالإضافة إلى ذلك، غالبًا ما يأخذ التصميم الذي يركز على الإنسان في الاعتبار السياق، ولكنه لا يقدم مناهج مخصصة لمجموعات محددة للغاية من الأشخاص. تتضمن الأبحاث الجديدة حول الأساليب المبتكرة تصميمًا صحيًا يركز على الشباب، والذي يركز على الشباب باعتبارهم الجانب المركزي مع احتياجات وقيود خاصة لا يتم تناولها دائمًا من خلال أساليب التصميم التي تركز على الإنسان. ومع ذلك، فإن التصميم الذي يركز على الإنسان والذي لا يعكس مجموعات محددة للغاية من المستخدمين واحتياجاتهم هو تصميم يركز على الإنسان تم تنفيذه بشكل سيئ، لأن مبادئ التفاعل بين الإنسان والنظام تتطلب انعكاس تلك الاحتياجات المحددة.
مع أن المستخدمين مهمون جدًا لبعض أنواع الابتكار (وخاصةً الابتكار التدريجي)، إلا أن التركيز المفرط عليهم قد يؤدي إلى إنتاج منتج أو خدمة قديمة أو لم تعد ضرورية. ويرجع ذلك إلى أن الرؤى التي تتوصل إليها من دراسة المستخدم اليوم تتعلق بمستخدمي اليوم وبيئته الحالية. فإذا كان حلّك سيتوفر بعد عامين أو ثلاثة أعوام فقط، فقد يكون المستخدم قد طوّر تفضيلات ورغبات واحتياجات جديدة بحلول ذلك الوقت.

## التطورات الحديثة في التصميم المرتكز على الإنسان

### التصميم المرتكز على الإنسان باستخدام الذكاء الاصطناعي
الذكاء الاصطناعي المرتكز على الإنسان (HCAI) هو نهج منهجي لتصميم نظام الذكاء الاصطناعي الذي يعطي الأولوية للقيم والمتطلبات الإنسانية. وتضع هذه الطريقة التركيز القوي على تعزيز الثقة بالنفس لدى الإنسان، وتشجيع الابتكار، وضمان المساءلة، وتعزيز التفاعل الاجتماعي. ومن خلال وضع هذه الأهداف الإنسانية في المقام الأول، تعالج الذكاء الاصطناعي المرتكز على الإنسان أيضًا مخاوف مهمة مثل الخصوصية والأمن والحفاظ على البيئة والعدالة الاجتماعية وحقوق الإنسان. يمثل هذا تغييراً جذرياً من النهج الخوارزمي إلى تصميم نظام يركز على الإنسان، والذي تمت مقارنته بالثورة الكوبرنيكية الثانية.
يقدم الذكاء الاصطناعي المرتكز على الإنسان إطار عمل ثنائي الأبعاد يوضح إمكانية الجمع بين مستويات عالية من التحكم البشري ومستويات عالية من الأتمتة. يقترح هذا الإطار الابتعاد عن النظر إلى الذكاء الاصطناعي على أنه زملاء مستقلون، بدلاً من ذلك وضع الذكاء الاصطناعي كأدوات قوية وأجهزة يتم تشغيلها عن بعد تعمل على تمكين المستخدمين.
علاوةً على ذلك، يقترح معهد الذكاء الاصطناعي المرتكز على الإنسان هيكل حوكمة ثلاثي المستويات لتعزيز موثوقية أنظمة الذكاء الاصطناعي. في المستوى الأول، تُشجَّع فرق هندسة البرمجيات على تطوير أنظمة قوية وموثوقة. وفي المستوى الثاني، يُحثّ المدراء على ترسيخ ثقافة السلامة في مؤسساتهم. وفي المستوى الثالث، يُمكن أن يُساعد الاعتماد على مستوى القطاع في وضع معايير تُعزز موثوقية أنظمة الذكاء الاصطناعي المرتكز على الإنسان.
صُممت هذه المفاهيم لتكون ديناميكية، وتدعو إلى التحدي والتطوير والتوسع لاستيعاب التقنيات الجديدة. وتهدف إلى إعادة صياغة مناقشات تصميم منتجات وخدمات الذكاء الاصطناعي، مما يتيح فرصةً لإعادة إطلاق هذه النقاشات وبلورتها. الهدف النهائي هو تحقيق فوائد أكبر للأفراد والأسر والمجتمعات والشركات، بما يضمن توافق تطورات الذكاء الاصطناعي مع القيم الإنسانية والأهداف المجتمعية.

### دمج التصميم المرتكز على الإنسان والبحث التشاركي القائم على المجتمع
من خلال الجمع بين نهجين يركزان على الإنسان، يقدم التصميم المرتكز على الإنسان (HCD) والبحث التشاركي القائم على المجتمع (CBPR) طريقة جديدة لمعالجة القضايا الواقعية الصعبة في العالم الحقيقي. في حين تم استخدام البحث التشاركي القائم على المجتمع في الشراكات الأكاديمية والمجتمعية لمعالجة عدم المساواة في الصحة من خلال العمل الاجتماعي والتمكين، فقد تم استخدام التصميم المرتكز على الإنسان تاريخيًا في قطاع الأعمال لتوجيه إنشاء المنتجات والخدمات. على الرغم من أن القطاع العام بدأ للتو في استخدام مفاهيم التصميم البشري البشري لإعلام السياسات العامة، إلا أن هناك حاجة إلى المزيد من الأبحاث لفهم دورة التصميم البشري البشري بشكل كامل وكيفية تطبيقه استراتيجيًا لتعزيز الصحة. من خلال الجمع بين التركيز الذي توليه البحث التشاركي القائم على المجتمع للثقة المجتمعية والتعاون مع التركيز الذي توليه التصميم المرتكز على الإنسان للتصميم المرتكز على المستخدم، يوفر هذا التكامل نهجًا تكميليًا. وتتجلى إمكانات هذه الأساليب في تحسين نتائج الصحة العامة من خلال مبادرات الشراكة المجتمعية القائمة على المجتمع، مثل تلك التي تحاول الحد من انتشار الأمراض المنقولة جنسياً وتحسين غسل اليدين بين عمال المزارع. ويمكن أن تؤدي الاستراتيجية المشتركة إلى تدخلات صحية أكثر استدامة ونجاحًا من خلال معالجة المخاوف ذات الصلة، وإقامة الشراكات، وإشراك أفراد المجتمع.

### التصميم المرتكز على الإنسان في نماذج مبادرة هندسة النظم لسلامة المرضى 3.0
من أجل تحسين الجودة والسلامة في الرعاية الصحية، يتم دمج العوامل البشرية وبيئة العمل (هندسة بشرية) باستخدام نماذج مبادرة هندسة النظم لسلامة المرضى (SEIPS). تعتمد هذه النماذج على نهج تصميم يركز على الإنسان، والذي يعطي رغبات وتجارب المرضى وممارسي الرعاية الصحية الأولوية القصوى عند تصميم الأنظمة. من خلال توسيع مكون «العملية» للتعامل مع تعقيدات تقديم الرعاية الصحية المعاصرة، تعتمد نماذج مبادرة هندسة النظم لسلامة المرضى 3.0 على هذا.
يُقدّم نموذج مبادرة هندسة النظم لسلامة المرضى 3.0 فكرة رحلة المريض مع تزايد انتشار الرعاية الصحية عبر مواقع وعصور مختلفة. يُركّز هذا النهج المُركّز على رحلة المريض على رؤية شاملة لتجارب المرضى على مرّ الزمن من خلال تحديد علاقاتهم بمختلف جهات الرعاية. ومن خلال التركيز على رحلة المريض، تُؤكّد نماذج مبادرة هندسة النظم لسلامة المرضى 3.0 على أهمية إنشاء أنظمة قادرة على التكيّف مع احتياجات المرضى المتغيّرة لتوفير رعاية سلسة وآمنة ومُشجّعة.
لتطبيق تصميم مُركّز على الإنسان في نظام نماذج مبادرة هندسة النظم لسلامة المرضى 3.0، يجب على مُختصي الرعاية الصحية مراعاة تنوع وجهات النظر وتشجيع المشاركة الصادقة من جميع الأطراف المعنية، بما في ذلك المرضى ومُقدّمي الرعاية والكوادر الطبية. ولزيادة التفاعل بين مُختلف مُؤسّسات الرعاية الصحية وفهم تفاصيل تجارب المرضى، يتطلب هذا النهج أساليب إبداعية. ومن خلال وضع الإنسان في المقام الأول، يسعى نظام نماذج مبادرة هندسة النظم لسلامة المرضى 3.0 إلى تطوير أنظمة رعاية صحية تُحسّن السعادة العامة ورفاهية المرضى ومُقدّمي الرعاية، بالإضافة إلى منع الضرر.

## وصلات خارجية

### المعايير الدولية
- ISO 13407:1999 عمليات التصميم التي تركز على الإنسان للأنظمة التفاعلية - تم سحبها الآن
- ISO 9241-210:2010 بيئة العمل للتفاعل بين الإنسان والنظام - الجزء 210: تصميم يركز على الإنسان للأنظمة التفاعلية - تم سحبه الآن
- ISO 9241-210:2019 بيئة العمل للتفاعل بين الإنسان والنظام - الجزء 210: تصميم مُركّز على الإنسان للأنظمة التفاعلية - مُحدّث عام 2019